# Повна теорія
У математичній логіці, теорія є повна, якщо всі формули або її заперечення є доказовими. Рекурсивні аксіоматизовні теорії першого порядку, яких досить багато, які дозволяють сформулювати загальні математичні міркування, не може бути повними, що є наслідком теорем Геделя про неповноту.
Це значення повноти відрізняється від поняття повної логіки, яка означає, що для кожної теорії, яка може бути сформульована в логіці, будь-яке семантично допустиме твердження є доказовою теоремою на базі аксіом (для відповідного значення "семантично допустимий"). Теорема Геделя про повноту розглядає саме такий тип повноти і стверджуж, що логіка першого порядку є повною. 
Повні теорії закриті за низки умов всередині моделювання Т-схеми:
- Для набору {\displaystyle S\!}: {\displaystyle A\land B\in S} тоді і тільки тоді, коли {\displaystyle A\in S} і {\displaystyle B\in S},

- Для набору {\displaystyle S\!}: {\displaystyle A\lor B\in S} тоді і тільки тоді, коли {\displaystyle A\in S} або {\displaystyle B\in S}.

Максимальні послідовні набори є основним інструментом в теорії моделей класичної логіки і модальної логіки. Їх існування в даному випадку, як правило, є прямим наслідком Леми Цорна, заснована на ідеї про те, що протиріччя передбачає використання лише кінцеве число приміщень. У разі модальних логік, сукупність максимальних узгоджених множин, що проходять теорію T (закрито під правила посилення) може бути задана структурою моделі  T , називається канонічної моделлю.

## Приклади
Деякі приклади повних теорій є:
- Арифметика Пресбургера
- Аксіоми Тарского[en] для Евклідової геометрії
- Теорія щільних лінійних порядків
- Теорія алгебраїчних замкнених полів даної характеристики
- Теорія матеріально замкнутих полів
- Кожен незліченну категоричні [en] рахункова теорія
- Кожен лічильно категоричній[en] рахункова теорія

## Дивись також
- Łoś–Vaught test[en]